# 서명운동
서명운동은 개인이나 단체가 어떤 사회 문제와 정책에 찬성 및 반대하거나 법령의 개정이나 제정을 요구하는 경우 그 의견에 동의하는 사람의 이름을 모아 문제가 있는 회사 · 정부 · 지방자치제 등에 제출하는 운동이다.
찬동자가 서명을 하기 위한 용지 서명부를 만들고 길거리와 같은 사람이 많은 곳에서 호소하거나 협력을 부탁한다. 서명부에 이름 · 주소 · 연령 등을 쓴다.
또한 최근에는 Change.org, 다음 아고라와 같은 인터넷에서 서명 운동을 할 수 있는 온라인 서명 사이트도 있다.
또한 서명 운동은 비밀 투표에 의한 것이 아니라 일종의 기명 투표 (공개 투표)이므로, 따라서 서명 용지를 다룰 때는 개인 정보 보호등의 관점에서 배려해야 한다.